# Obiter dictum

Un obiter dictum (au pluriel, obiter dicta, souvent appelé obiter) veut dire « soit dit en passant » en latin. Dans le cadre de jugement, les tribunaux peuvent s'exprimer sur une matière proche de celle au principal. Leur nature juridique est contestée suivant le système légal dans lequel le tribunal se trouve.

## Définitions
Un obiter dictum est une expression latine signifiant « soit dit en passant ». Il existe trois définitions à cette expression :
1. littéralement, quelque chose dit [dictum] en passant [obiter] ;
2. généralement, une remarque ou observation incidente ;
3. en droit, une opinion incidente et secondaire exprimée par un juge, mais qui ne s'applique pas nécessairement au cas sous étude et n'est pas un motif du jugement qu'il rend.

## Obiter dictumet règle du précédent
D'après la troisième définition, un obiter dictum est une remarque ou observation faite par un juge qui, bien qu'elle se trouve à l'intérieur même de l'analyse de la cour, ne constitue pas un élément justifiant le verdict rendu. Dans une opinion de la cour, les obiter dicta sont souvent employés  afin d'illustrer une situation quelque peu différente du cas en l'espèce. 
Un obiter dicta s'oppose aux rationes decidendi. Les premiers ne font pas partie de la décision judiciaire, même s'ils constituent des raisonnements juridiques valables. Sous la règle du stare decisis, les obiter dicta ne lient pas les juridictions, même si, dans certaines, ils ont un fort pouvoir de persuasion. Certains obiter dicta sont parfois formulés de manière trop large.
Un exemple d'affaire où l'opinion de la cour peut comporter des obiter dicta est lorsque cette dernière se prononce non compétente pour entendre un certain cas ou rejette le cas en question en raison d'un détail technique, mais qu'elle décide tout de même d'émettre une opinion sur le cas qui lui était présenté. On considérera alors cette opinion comme un obiter dictum.
Un autre exemple est le cas où un juge, en expliquant les motifs de sa décision, imagine une situation légèrement différente de celle qu'il doit juger afin de montrer en quoi ces différences auraient affecté son verdict. Ce type d'obiter dictum est souvent amené par une expression telle que « La situation aurait été bien différente si... »
Dans son analyse, la cour cite parfois certains extraits d'obiter dicta contenus dans des jugements publiés antérieurement. Elle le fait parfois même sans préciser que ces extraits cités constituaient initialement des obiter dicta. Ainsi, ce qui était un obiter dictum dans un certain jugement pourra faire partie du ratio decidendi d'un jugement subséquent si les propos contenus dans l' obiter dictum constituent un motif décisionnel dans ce second jugement. Ainsi, l'arrêt Santa Clara County v. Southern Pacific Railroad (en) (1886) de la Cour suprême des États-Unis comportait un obiter dicta plaidant pour l'extension de la protection du XIVe amendement aux personnes morales, en particulier aux corporations, ce qui fut repris par la suite dans d'autres affaires, intégrant la jurisprudence de la Cour. 
Finalement, on peut aussi considérer les arguments et la démarche d'un juge dissident comme des obiter dicta. Dans United States v. Darby Lumber Co. (en) (1941), la Cour suprême américaine rappela ainsi l'opinion dissidente du juge Oliver Wendell Holmes, Jr. dans Hammer v. Dagenhart (en) (1918) afin de renverser cet arrêt.

## Obiter dictumen droit suisse
Les tribunaux suisses ne sont pas liés au principe de stare decisis et que de manière relative à la jurisprudence antérieure.
L'emploi d'obiter dicta se justifie parfois compte tenu de la complexité de certains cas. En revanche, certains obiter dicta sont considérés par la doctrine comme des piliers du droit suisse, comme celui dans un arrêt du Tribunal fédéral de 1919, en droit mobilier, qui affirme le principe de causalité dans le transfert de la chose mobilière, toujours en vigueur.

## Presse
Obiter Dictum est le nom du journal des étudiants de la faculté de droit, science politique et criminologie de l'Université de Liège